# بلووار (ویرجینیا)
بلووار (به انگلیسی: Belvoir) یک منطقهٔ مسکونی در ایالات متحده آمریکا است که در Fauquier County واقع شده‌است.